# Герб Британских Виргинских Островов
Герб Британских Виргинских островов — официальный символ зависимой территории Британские Виргинские острова, наряду с флагом. Был утверждён 15 ноября 1960 года.

## Описание
Герб представляет собой щит, на котором в зелёном поле изображена одетая в белое дева, держащая в правой руке (в деснице) горящую лампу. Вокруг ещё 11 горящих ламп. Данное изображение символизирует святую Урсулу и путешествовавших вместе с ней 11000 девственниц и помещено потому, что Христофор Колумб в 1493 назвал острова Виргинскими (Девичьи острова) в честь путешествия святой Урсулы. Надпись по латыни означает «Будем бдительны!».

## История
Во времена голландского правления Виргинские острова находились под юрисдикцией голландской Вест-Индской компании, на печати которой был изображён плывущий налево корабль с аббревиатурой «G.W.C.» (нидерл. Geoctroyeerde West-Indische Compagnie). Время принятия герба Виргинских островов неизвестно, однако он был изображён на марке в один пенни, выпущенной в 1866 году. В основных чертах он повторял нынешний герб.
В 1833 году была образована колония Британские Подветренные острова, в которую вошли и Виргинские острова. В 1905 году Геральдическая палата Великобритании высказало идею о необходимости создания гербов для всех английских колоний. Правительство одобрило эту инициативу, и колонии стали подавать официальные запросы на создание гербов. В 1909 году был принят герб Подветренных островов, который содержал гербы, представляющие шесть административных единиц колонии. Одним из этих гербов был герб Виргинских островов. В 1956 году Британские Подветренные острова прекратили своё существование как административная единица, и в 1960 году Виргинские острова приняли герб в его современном виде.